# Riolobos
Riolobos è un comune spagnolo di 1 464 abitanti situato nella comunità autonoma dell'Estremadura.